# خوک‌ها و کشتی جنگی
خوک‌ها و کشتی جنگی (به ژاپنی: 豚と軍艦 Buta to gunkan) فیلمی ژاپنی در سبک درام و جنایی به کارگردانی شوهی ایمامورا است که در سال ۱۹۶۱ منتشر شد. از بازیگران آن می‌توان به تتسورو تامبا و کین سوگای اشاره کرد.